# Mahmoud Al Malloul
Mahmoud Al Malloul (tiếng Ả Rập: محمود معلول; born ngày 1 tháng 1 năm 1985 ở Homs) là một cầu thủ bóng đá Syria hiện tại thi đấu cho Al-Shorta ở Giải bóng đá ngoại hạng Syria.